# Hôtel de la Caisse d'épargne de Mende
L'hôtel de la Caisse d'épargne est un bâtiment du début du XXe siècle situé à Mende, en France.

## Situation et accès
L'édifice est situé au no 3 bis boulevard Lucien-Arnault, au nord du centre-ville de Mende, et plus largement au centre du département de la Lozère.

## Histoire
Au début de l'année 1900, un concours pour la construction d'un hôtel de la Caisse d'épargne est ouvert aux architectes, entrepreneurs et maîtres ouvriers de Mende.

## Structure
L'édifice, d'aspect plutôt sobre, s'élève sur trois niveaux. Les façades, de couleur ocrâtre, comportent trois travées en longueur et deux en largeur. Elles s'articulent par des chaînes verticales en besace et sont percées de baies de même type. Le toit à la Mansart est percé de lucarnes jacobines et quatre cheminées s'établissent dans ses quatre coins. Une plaque avec l'inscription de la raison sociale « CAISSE D’ÉPARGNE » surmonte la porte d'entrée. Aussi, une grille bleue fumée, avec un portail orné, devance l'édifice. En outre, une extension plus récente à l'arrière, s'élève sur deux niveaux et accueille les services actuels de la Caisse d'épargne.